# A217 (route russe)
Pour les articles homonymes, voir A217.
L'anneau du Littoral (en russe : Приморское кольцо), de son nom complet la route circulaire dans la zone de loisirs du Littoral (en russe : Кольцевой маршрут в районе Приморской рекреационной зоны), et connue sous le nom de route fédérale A-217 (en russe : федеральная дорога А-217), est une autoroute fédérale russe qui relie actuellement le nord de Kaliningrad à la ville balnéaire de Svetlogorsk. Le projet, qui se situe dans l'oblast de Kaliningrad, ancienne Prusse-Orientale, a commencé en 2008, et est ouvert par étape en 2009, 2012 et 2016. 
À terme, la route doit agir comme un route circulaire longeant le littoral de la péninsule de Sambie, en desservant les nombreuses villes côtières de la zone. Depuis 2011, elle possède le statut fédéral, avec comme gestionnaire l'Agence fédérale des routes. Actuellement l'étape 7 vers Iantarny, ainsi que la phase 2, la reconstruction de la rocade nord de Kaliningrad, sont en cours de construction, tandis que six autres étapes sont projetés. La route mesure actuellement 43 km, et 123 km sont en cours de construction ou projetés. L'ensemble de l'anneau devrait être fini d'ici 2028.

## Historique

### Années 2000
Le premier tronçon de la ceinture, de Kaliningrad à Zelenogradsk avec une branche vers l'aéroport Khrabrovo, a commencé à être construit. Le début solennel de la pose du béton bitumineux de la future autoroute a eu lieu le 22 août 2008.
En mars 2009, la route reliant Kaliningrad, depuis la rue Alexandre Nevski, à Zelenogradsk a été fermée sur le tronçon entre entre le village de Sosnovka et l'aéroport Khrabrovo et démantelée afin de laisser la place pour la construction.
À partir du 24 juillet 2009, la décision a été prise d'ouvrir occasionnellement la route entre Kaliningrad et Zelenogradsk, afin de décharger l'autre route sur ce même parcours, la route régionale 27A-001.
Le 27 octobre 2009 a eu lieu l'ouverture du premier tronçon entre Kaliningrad et Zelenogradsk, en présence du gouverneur de l'oblast George Boos (en) et du président du gouvernement russe Vladimir Poutine,.

### Années 2010

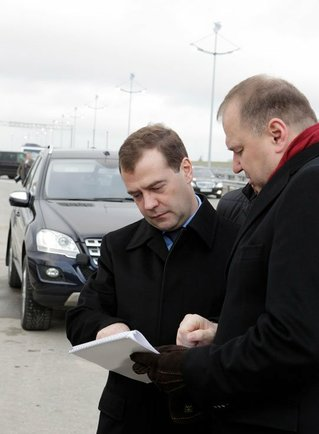
Dmitri Medvedev lors de l'inauguration en 2011.

Au 21 juillet 2010, sur les 25 kilomètres de la quatrième étape (Zelenogrdsk à Svetlogorsk), plus de 16 kilomètres de la plate-forme avaient déjà été construits. Afin de construire des remblais, plus de 32 000 tonnes étaient livrées quotidiennement sur le chantier. Approximativement 200 unités de matériel lourd étaient impliquées dans la construction. Pour construite la plate-forme, près de 500 000 tonnes de pierres concassées ont été apportées. Les travaux se tenait 24h/24, et le premier asphalte devait être posé d'ici la fin de l'année.
Le 29 novembre 2011, le président russe d'alors Dmitri Medvedev a ouvert la circulation au volant d'une Mercedes le long de la nouvelle section construite entre Zelenogrdsk et Svetlogorsk avec une sortie vers Pionerski. Par ailleurs, le président a pris la parole pour déclaré qu'il était nécessaire de poursuivre les travaux sur le tronçon de Svetlogorsk à Baltiïsk.
Les travaux de Zelenogrdsk à Svetlogorsk ont été entièrement achevées avec l'ajout de détails mineurs dans les mois suivants l'inauguration, avec une ouverture complète début 2012.
Le gouvernement de l'oblast a signé en 2014 un contrat avec la JSC VAD pour la reconstruction de la rocade nord de Kaliningrad. Cette reconstruction est la première sous-étape de la 2e étape de la construction de l'anneau, d'une longueur de 5 117 mètres.
À l'été 2015, les travaux ont commencé sur la 1ère sous-étape de la 2e étape et sur la 5e étape de l'anneau du Littoral.  
La 5e étape de l'anneau a été achevée en 2016, qui contenait la mise en œuvre de l'échangeur entre la rocade nord et la perspective de Moscou (ru). 
Par ailleurs, toujours en 2016, la construction de la 2e sous-étape de la 2e étape a commencé, soit la reconstruction de la rocade nord de Kaliningrad jusqu'à l'échangeur menant au début de l'A217, avec une sortie vers la ville de Gourievsk.
Le président russe Vladimir Poutine a chargé en 2017 le gouverneur de l'oblast Anton Alikhanov de prolonger l'anneau vers la ville de Baltiïsk.
En 2019, la section de la rocade nord de Kaliningrad de la perspective de Moscou jusqu'à l'échangeur avec la rue Alexandre Nevski a été mise en service, ce qui était la première sous-étape de la 2e étape de la construction de l'anneau,. 

### Années 2020
Le 8 mai 2020, la JSC VAD, entreprise de Saint-Pétersbourg, en tant que seul ayant participé à l'appel d'offre, a été sélectionné pour la construction de l'étape II sur la rocade nord entre l'échangeur avec la rue Alexandre Nevski et la sortie sur la rue Gorki. Le contrat a été conclu avec un coût maximal de 4,938 milliards de roubles, avec des travaux devant être terminées fin 2022.  Le nombre de voix passera ainsi à six voies, trois dans chaque sens, avec une vitesse de 120 km/h pour les véhicules.
Le 17 février 2021, la JSC VAD a été sélectionné pour la construction de l'échangeur sur la rocade nord avec la perspective soviétique, dans le cadre de la 2e étape. Le 18 avril suivant, l'entreprise a remporté un contrat pour les travaux préparatoires de la section de Svetlogorsk à Krouglovo (ru).
En 2021, selon le vice-président du gouvernement de l'oblast, l'entièreté de l'anneau devrait être fini d'ici 2028.
L'entreprise JSC VAD a, en 2022, remporté l'appel d'offre pour la construction de deux des cinq sections des 7e et 9e étapes de la route entre Svetlogorsk et Krouglovo, route d'une longueur de 35,5 km et d'une valeur de 17 milliards de roubles.

## Ordre de construction

### Sections ouvertes
- Étape 1 : autoroute de Kaliningrad à Zelenogradsk avec une entrée à l'aéroport Khrabrovo . Sa longueur est de 25,695 km, dont 4,66 km pour l'entrée l'aéroport ainsi que 4,44 km pour l'entrée vers Zelenogradsk. Il y a 4 voies, chacune large de 3,75 mètres, avec deux voies dans chaque sens. La construction, dont les travaux préparatoires, s'est étalée de 2007 à 2009.
- Étape 4 : autoroute de l'échangeur (avec la 27A-001) vers la ville de Zelenogradsk à l'échangeur (avec la 27A-013) vers la ville de Svetlogorsk. Sa longueur est de 26,665 km, dont 4 km pour l'entrée vers la ville de Pionerski. Il y a 4 voies, chacune large de 3,75 mètres, avec deux voies dans chaque sens, pour l'autoroute, tandis que l'entrée vers Pionerski a 2 voies, chacune large de 3,75 mètres. Le chantier a eu lieu entre 2020 et 2012.
  - Étape 7 : Entrée dans la ville de Svetlogorsk (route 27A-013), avec le chantier qui a eu lieu entre 2010 et 2012.
- Étape 5 : Reconstruction du pont traversant les rivières Staraïa et Novaïa Pregolia (Pregolia) - le pont de Berlin (ru), sur la rocade. La longueur du chantier était de 1,8 km, débutant à l'intersection avec la rue Iemelianova, pour finir à l'intersection avec la perspective de Moscou (ru), dont plus de 640 mètres de pont. La section a 6 voies, trois dans chaque sens, chacune large de 3,75 mètres. La construction a eu lieu en 2 étapes ; avec la construction d'un nouveau pont à côté de celui existant entre 2011 et 2014 ; ainsi que la construction d'un nouveau pont à la place de l'ancien entre 2014 et 2016.

### Sections en construction

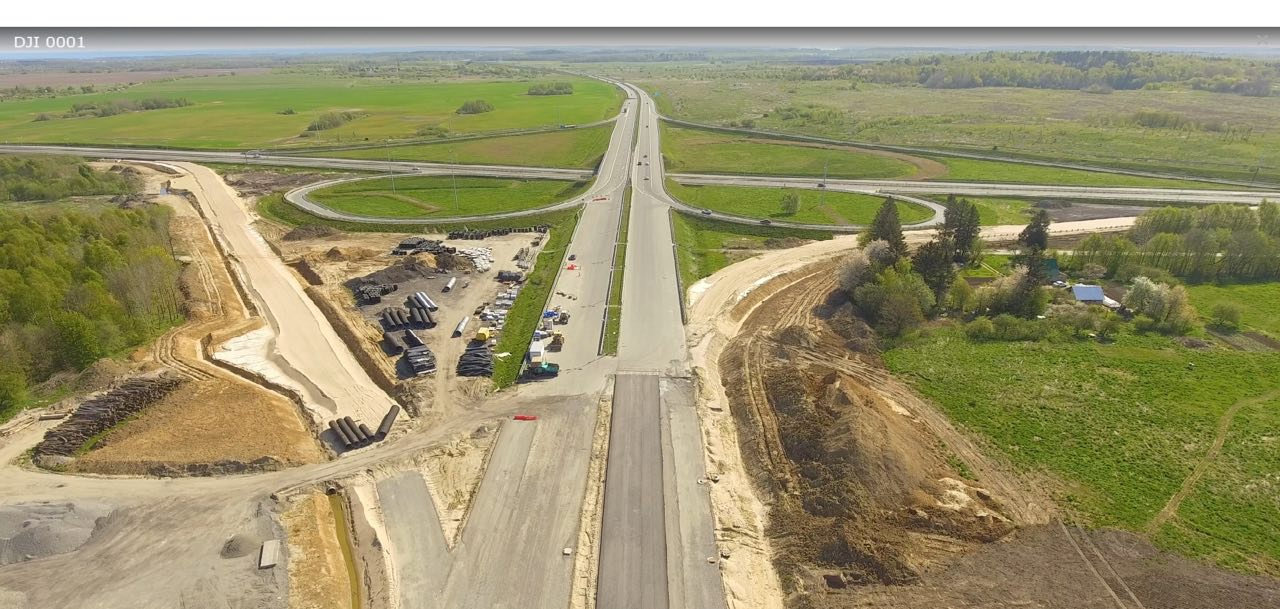
Travaux à l'échangeur de Svetlogorsk en 2023. Au fond, l'autoroute vers Kaliningrad.

- Étape 2  : reconstruction de la rocade nord de Kaliningrad. La longueur du chantier est de 25,2 km, longueur incluant l'entrée vers Gourivesk, mis en œuvre en plusieurs phases. En 2021, la situation était :

1. La 1re étape a été achevée, soit la section depuis la perspective de Moscou jusqu'à la rue Promychlennaïa. Cette section inclut des sorties vers un centre commercial, l'entrée vers Gourievsk, une intersection avec la rue Chatourskaïa et un échangeur avec la rue Alexandre Nevski ;
2. la reconstruction du contournement nord de l'échangeur Alexandre Nevski au viaduc sur les voies ferrées situées derrière l'échangeur avec la rue General Tchelnokov est en cours avec l'aménagement d'un échangeur  à l'intersection avec la rue Gorkogo (l'échangeur avec la rue Tchelnokov a été reconstruit plus tôt, lors de la construction d'une nouvelle route vers Tchkalovsk) ;
3. Séparément, l'échangeur à l'intersection avec la perspective soviétique[16] est en cours de reconstruction[17]. Les travaux devraient être achevés d'ici décembre 2025[18].

- Étape 7 : tronçon de l'échangeur vers la ville de Svetlogorsk de la sortie vers le village de Iantarny, d'une longueur totale de 11,628 km avec une entrée à la ville de Svetlogorsk (l'entrée à Svetlogorsk a été réalisée dans le cadre de la 4e étape[19]). À l'automne 2022, la construction a commencé sur les deux premières étapes de l'échangeur à Svetlogorsk à l'échangeur près du village de Rousskoïe (ru) avec une longueur totale de 8,34 km.

Schéma de la reconstruction de la rocade nord : https://kgd.ru/images/stories/2012-10/145.jpg

### Sections en projet
- Étape 3 : Section de la ville de Kaliningrad (du quartier de Imeni Alexandra Kosmodemianskogo) à l'échangeur vers la ville de Svetly avec une entrée de la ville de Svetly, d'une longueur totale de 12,3 et de 14,6 kilomètres respectivement.
- Étape 6  : Section allant de l'échangeur vers Svetly à l'échangeur vers la ville de Baltiïsk avec une entrée à la ville de Baltiïsk, d'une longueur totale de 11,7 et de 13,8 km respectivement.
- Étape 8  : Reconstruction du contournement sud de Kaliningrad (avec la construction d'échangeurs avec les rues Iemelianov et Dzerjinsk), d'une longueur totale de 7,44 km.
- Étape 9 : une section de l'échangeur vers le village de Iantarny à l'échangeuer vers la ville de Baltiysk avec des sorties aux villages de Iantarny et Donskoïe (en), avec une longueur totale de 10,0 et de 17,3 km respectivement.
- Étape 10  : Reconstruction de la section du contournement sud de Kaliningrad à partir de l'échangeur de circulation depuis la rue Dzerjinsk jusqu'à la Berlinka, avec un échangeur dans le zone du village de  Podoubnoïe (ru), et un échangeur avec la route 27A-021 (Kaliningrad - Ladouchkine - Mamonovo - frontière polonaise). La longueur totale de la 10e étape est de 12,5 km.
- Étape 11  : Section au dessus du Canal maritime de Kaliningrad (de) (contournement ouest de Kaliningrad, du village de Chosseïnoïe (ru) à Imeni Alexandra Kosmodemianskogo).

## Financement
Le coût du contrat de la première tranche (Kaliningrad-Zelenogradsk + branche vers l'aéroport de Khrabrovo, 26,7 km) était de 7,07 milliards de roubles. Parmi ceux-ci, le financement du budget régional est d'environ 10%.
Le coût de construction de l'autoroute dans son ensemble est estimé à entre 46,5 milliards de roubles en août 2022.

## Itinéraire
Tracé de l'itinéraire actuel, en excluant la rocade de Kaliningrad :
- Échangeur entre 27A-007 (rocade de Kaliningrad), rue Alexandre Nevski (vers ctre-ville de Kaliningrad) et A217, km 9
- km 10 (sens vers sud) : 27A-001 vers Orlovka (ru) ;
- Échangeur entre A217 et route d'entrée vers l'aéroport Khrabrovo, km 18
- km 19 : 27K-044 vers Berezovka (ru) et Nekrassovo (ru)
- Échangeur entre 27A-001 (vers Zelenogradsk) et A217, km 26
- km 32-33 : 27A-013 à Kovrovo (ru) vers Zelenogradsk-ouest ;
- km 37 : 27K-244 à Koulikovo (ru) ;
- km 41 : 27K-159 vers Romanovo (ru) et Pionerski ;
- Échangeur entre 27A-013 (vers Svetlogorsk) et A217.

Note sur le kilométrage
Les distances et points kilométriques ont été calculées via Yandex.